# Jean Crouzier
Jean Crouzier est un homme politique français, né le 2 novembre 1899 à Raon-l'Étape (Vosges) et décédé le 26 décembre 1970 à Saint-Dié (Vosges).

## Biographie
Après des études secondaires, puis supérieures, en droit à Nancy, Jean Crouzier devient notaire à Blâmont.
Conseiller municipal de cette ville en 1928, il en devient le maire en 1937.
Mobilisé au début de la seconde guerre mondiale, comme officier de réserve, il organise, après son retour à la vie civile, l'accueil des prisonniers évadés dans sa commune, puis le secours aux victimes des bombardements. Après la guerre, il préside la fédération des sinistrés du département.
Il est ensuite décoré de la croix de guerre et de la légion d'honneur.
Conseiller général de Meurthe-et-Moselle, élu dans le Canton de Blâmont, reconduit comme maire de Blâmont, il est candidat en juin 1946 pour l'élection de la seconde assemblée constituante sur la liste du Parti républicain de la liberté (PRL), menée dans le département par Louis Marin. Placé en quatrième position, il n'est pas élu.
Remonté d'un cran sur la même liste lors des législatives de novembre, il entre au Palais-Bourbon.
À l'assemblée, il s'intéresse principalement à la question des dommages de guerre et de la reconstruction.
Il siège au conseil d'administration de la Presse de l'Est qui publie à Nancy le quotidien de droite L'Eclair de l'Est. La société est présidée par Pierre André, fondateur et animateur de l'Action républicaine lorraine (ARL) depuis 1945, également député depuis 1946 et secrétaire général du PRL. 
En 1951, il se représente non pas sur la liste de Louis Marin mais sur celle des indépendant et paysans, menée par Pierre André, apparentée avec celle du RPF, et est réélu. 
Secrétaire et vice-président de la commission de la reconstruction et des dommages de guerre pendant cette législature, son activité parlementaire est toujours principalement centrée sur ces questions.
Soutien d'Antoine Pinay lors de son passage à Matignon, en 1952-1953, il intervient de façon critique lors du débat d'investiture de Mendès-France, en 1954, contre qui il votera en février 1955.
Après un voyage effectué en Algérie, il prend clairement position, début 1955, pour l'Algérie française.
En mars 1955, il entre au gouvernement, dans le cabinet d'Edgar Faure, avec le portefeuille de secrétaire d'État à la défense et aux forces armées. Ses attributions concernent l'industrie militaire et l'armement.
De nouveau candidat, avec l'étiquette du CNI, lors des législatives de 1956, il est réélu député. Il intervient de plus en plus sur les questions économiques, défendant des positions libérales opposées à la réglementation des prix, défendant l'orthodoxie budgétaire et l'intervention de l'État pour l'aide aux investissements productifs.
Il se prononce aussi  pour le développement par la France de l'arme nucléaire et intervient à plusieurs reprises à ce sujet.
Bien qu'il soutienne le retour de Charles de Gaulle au pouvoir, en 1958, la Cinquième République met fin à sa carrière politique nationale. Il reste cependant maire de Blâmont jusqu'en 1966.

## Fonctions
- Secrétaire d'État à la Défense nationale et aux Forces armées du gouvernement Edgar Faure (2) (du 1er mars 1955 au 24 janvier 1956)
- Député PRL de Meurthe-et-Moselle (1946-1958)
- Vice-président du conseil général de Meurthe-et-Moselle
- Maire de Blâmont (1937-1966)